# OQO
OQO는 미국의 컴퓨터 하드웨어 회사이자 OQO 모델 02, OQO 모델 22라는 이름을 가진 서브노트북, 핸드헬드 컴퓨터를 제조하는 업체이다. 이 시스템들은 태블릿 PC의 기능을 PDA보다 약간 더 큰 폼 팩터 안에 갖추고 있다. 기네스 세계 기록에 따르면 OQO는 가장 작은 완전한 파워, 완전한 기능의 개인용 컴퓨터라고 한다. 이 회사가 제조한 첫 버전의 서브노트북 컴퓨터는 OQO 모델 01이다. 최근에 울트라 모바일 PC 플랫폼의 비교 대상이 되고 있지만 이 제품은 UMPC가 뜨기 전에 선보였다. UPC는 약간 수정된 버전의 리눅스나 다른 x86 기반 운영 체제를 구동할 수 있다.

## OQO 모델 01
OQO사가 2004년 10월 14일에 판매한 첫 제품으로, 슬라이드식 풀 키보드를 내장하고 있다.
- CPU: 크루소 1 GHz
- 운영 체제: 윈도우 XP (홈 에디션 또는 프로페셔널)
- 메모리: 표준 또는 최대 256MB
- 디스플레이: 800×480 (WVGA), 5인치 액정 (터치 스크린)
- 하드 디스크: 20GB
- 광학 드라이브: 없음
- 입출력 포트: 파이어와이어 400(4핀),USB 1.1
- 네트워크 접속: 무선랜 IEEE 802.11b, 블루투스 2.0
- 오디오: 헤드폰/스테레오 라인 음성 출력 미니 잭(아날로그), 내장 마이크로폰
- 크기: 125×86×23mm
- 무게: 약 400g

## OQO 모델 01+
OQO 모델 01에서 사소한 업데이트가 이루어진 버전으로, 2005년 9월 27일에 판매하였다.
아래에는 위의 모델 01에서 바뀐 사항이 나와 있다.
- 메모리: 표준 또는 최대 512 MB
- 하드 디스크: 30 GB
- 입출력 포트: USB 2.0
- 오디오: 스피커 내장

## OQO 모델 02
OQO 모델 01보다 크기가 조금 커졌으며 사용자의 요구를 받아들여 제조한 컴퓨터이다. 2007년 2월에 판매하였다. 발매한 지 같은 해 10월에 하드 디스크 드라이브의 용량을 높이고, 윈도우 비스타 탑재 모델과 SSD 탑재 모델 등을 선보이는 등 라인업을 확충하였다.
- CPU: VIAC7M 1.2/1.5/1.6GHz
- 운영 체제: 윈도우 XP (프로페셔널 또는 태블릿 PC 에디션 2005) / 윈도우 비스타 얼티밋
- 메모리: 표준 또는 최대 512MB (1.2GHz모델), 1GB (1.5/1.6GHz 모델)
- 디스플레이: 800×480 (WVGA),5인치 액정 (터치 스크린)
- 하드 디스크/SSD: 30-120GB / 32GB
- 광학 드라이브: 없음
- USB 2.0 x 1, HDMI 출력 x 1
- 네트워크 접속: 무선랜 (IEEE 802.11a, IEEE 802.11b, IEEE 802.11g), 블루투스 2.0
- 오디오: 헤드폰 출력 3.5mm 미니 잭(아날로그), 내장 마이크
- 크기: 142.2×83.8×25.4mm
- 중량: 455g 이하 (표준 배터리 장착시)